# قلج ارسلان چهارم

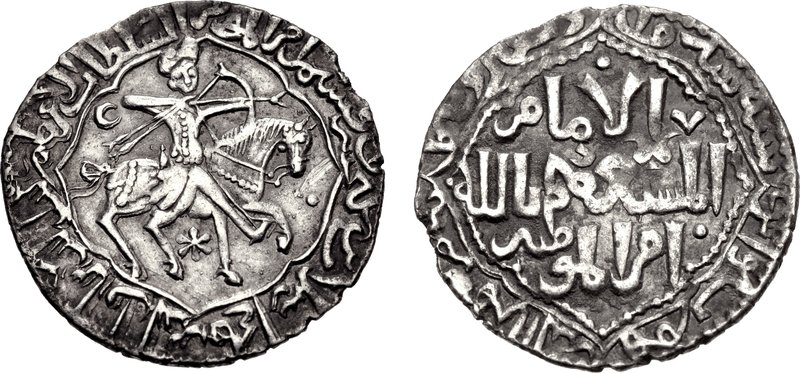
سکه دوره قلج ارسلان چهارم

قلج ارسلان چهارم یا رکن الدین قلج ارسلان بن کیخسرو سلطان سلجوقی روم پس از مرگ پدرش کیخسرو دوم در سال ۱۲۴۶ بود. او توسط امپراتوری مغول به عنوان سلطان بر برادر بزرگترش، کیکاووس دوم منصوب شد.  او در سال ۱۲۶۵ به‌دست معین‌الدین پروانه اعدام شد.